# 施庄镇
施庄镇是中国江苏省盐城市阜宁县下辖的一个镇。

## 行政区划
施庄镇下辖以下行政区：
和平居委会、路庄村、安乐村、必余村、中岗村、红心村、孙桥村、向阳村、两合村、岗北村、沙岗村、营港村、喻口村、锦仁村、桃园村